# Troublesome Creek: A Midwestern
Pour plus de détails, voir Fiche technique et Distribution.
Troublesome Creek: A Midwestern est un film américain réalisé par Steven Ascher et Jeanne Jordan, sorti en 1995. Il a été diffusé à la télévision dans le cadre de la série American Experience.

## Synopsis
Dans l'Iowa, le film suit la crise de la ferme tenue par Jeanne Jordan et sa famille.

## Fiche technique
- Titre : Troublesome Creek: A Midwestern
- Réalisation : Steven Ascher et Jeanne Jordan
- Scénario : Steven Ascher et Jeanne Jordan
- Musique : Sheldon Mirowitz
- Photographie : Steven Ascher
- Montage : Jeanne Jordan
- Production : Steven Ascher, Rick Groleau et Jeanne Jordan
- Société de production : Forensic Films, Public Broadcasting Service, WGBH et West City Films
- Pays :  États-Unis
- Genre : Documentaire
- Durée : 88 minutes
- Dates de sortie : 
  -  États-Unis : 1995

## Distinctions
Le film a reçu le Grand prix du jury du Festival de Sundance dans la catégorie Documentaire américain a été nommé à l'Oscar du meilleur film documentaire.